# Pireico
Pireico (in greco antico: Πειραιικός?, Peiraikos; in latino Piræicus) (fl. III secolo a.C.) è stato un pittore greco antico del periodo ellenistico, ricordato da Plinio nella sua Naturalis historia come "pittore di cose sordide".

## Biografia
Le fonti letterarie che hanno tramandato il nome di questo pittore sono Plinio (Nat. hist., XXXV, 112) e Properzio (III, 9, 12). Benché non se ne conosca il periodo di appartenenza è stato assegnato all'età ellenistica per la tipologia dei soggetti trattati, ossia soggetti semplici per i quali è stato dalle fonti nominato rhyparogràphos (lett. "pittore di cose sordide"). In realtà eseguiva scene tratte dalla natura e dalla vita quotidiana. Ernst Gombrich, in Norma e Forma (1966), ha evidenziato come sia stata proprio la descrizione pliniana della figura di Pireico (originariamente dotata di connotazioni negative) a fornire alla pittura di genere e agli artisti specializzati in soggetti minori una sorta di credito, o spazio, all'interno della rigida teoria artistica rinascimentale.